# Loreena McKennitt
Loreena McKennitt (nascuda a Morden, Manitoba el 17 de febrer de 1957) és una cantant canadenca, i intèrpret de piano i arpa amb ascendència escocesa i irlandesa. Actualment resideix a Ontario.

## Trajectòria
Els seus vuit discs d'estudi i els seus dos discs en directe la consagren com una intèrpret en l'univers de la música celta. Els seus discs Elemental i To Drive the cold winter away van marcar un abans i un després en la seva carrera musical. Abans d'aquests discs Loreena treballava en la companyia teatral estable del Shakespearean festival on va tenir temps d'inspirar-se en el poeta William Butler Yeats així com en la música de The Bothy Band i Alan Stivell.
Al seu primer disc va donar a conèixer la seva veu amb cançons com " Banks of Clouds " o " Stolen Child " mentre que en el segon deixa clar el seu desig de barrejar la cultura celta amb altres procedents d'altres llocs. Loreena no ha deixat de recórrer món canviant la seva música a mesura que trobava noves cultures, el 1991 va visitar Venècia, Hongria, Ucraïna, Espanya i parts d'Àsia per poder realitzar el disc The Visit (1994). Segons ella, la música és un mitjà de comunicació entre les diferents cultures i per deixar-ho encara més clar va gravar el disc The Mask and Mirror en el qual hi ha per exemple l'adaptació del poema que Sant Joan de la Creu escrigués després del seu captiveri a Toledo, La Noche Oscura del Alma (en anglès The Dark Night Of The Soul). Després d'aquell disc Loreena n'ha gravat uns altres tres: The Book of Secrets (1997), Live in Paris and Toronto i An Ancient Muse, llançat el 21 de novembre de 2006.
Presentat el seu nou disc d'estudi An Ancient Muse, Loreena McKennitt i una estel·lar banda de músics col·laboradors van actuar en tres concerts a l'aire lliure al monument de faula de l'Alhambra de Granada, els dies 13, 14 i 15 de setembre de 2006.
El 13 i 14 de setembre, Loreena va pujar a l'escenari al pati del Palau de Carlos V de l'Alhambra. Aquestes dues actuacions íntimes, amb seients per a quatre-cents assistents han estat gravades per al programa especial de televisió de la PBS Great Performances, dirigit per Jim Kellahin.
El 15 de setembre, Loreena va actuar al Teatre del Generalife, un lloc de trobada a l'aire lliure amb capacitat per a 2.000 persones, al recinte de l'Alhambra, com a part de la sèrie "Noches de las Mil y Una Músicas" de Granada.
Cada una de les tres nits va incloure una actuació de Loreena de noranta minuts incloent el més destacat d'un catàleg que ha venut més de tretze milions de discs per tot el món, junt amb un repertori de cançons del seu nou treball, An Ancient Muse, llavors a punt de sortir en venda.
Loreena va estar acompanyada dels músics Brian Hughes, Hugh Marsh, Donald Quan, Nigel Eaton, Rick Lazar, Caroline Lavelle, Steáfán Hannigan, Tal Bergman, Tim Landers, Haig Yazdjian, Sokratis Sinopoulos i Panos Dimitrakopoulos.
S'ha editat una versió de An Ancient Muse exclusiva per a Espanya (conté tres cançons gravades en directe en l'Alhambra) que va sortir en venda el 29 de gener de 2007. Loreena va fer una gira presentant el seu disc més recent per tot el món, va començar el dia 11 de març a Alemanya i va finalitzar el dia 19 de maig del 2007 als Estats Units. Va ser acompanyada pels seus músics de gires anteriors.
Per complementar el cd "Ancient Muse" i la seva gira per tot el món, Loreena McKennitt ha publicat "Moveable Musical Feast. A Tour Documentary" (2008) un dvd en el qual s'inclouen entrevistes a Loreena, als músics i a l'equip tècnic, proves de so i àudio, més de 25 minuts de música... L'increïble d'aquest treball és poder veure com treballa el seu grup, com conviuen i sobretot, veure l'increïble esforç que realitzen per oferir un gran espectacle que sigui inoblidable per al públic.
El novembre de 2008, Loreena McKennitt va publicar el seu últim treball d'estudi, "A midwinter Night's Dream". Aquest cd, és un disc que inclou Winter Garden (el cd sencer) i "A midwinter Night's Dream" (aquest últim inclou 8 noves cançons). Loreena no ha tardat a pensar descatalogar Winter Garden (1995), ja que aquest ha estat inclòs en aquest últim projecte.
El 20 d'octubre de 2009 va sortir A Mediterranean Odissey, un nou disc compost per una part en directe (From Istanbul to Athens) de la gira estiuenca de 2008 per Egipte, el Líban, Hongria, Itàlia, Turquia i Grècia, i un recopilatori de temes dels seus últims discs d'estudi inspirats en la cultura dels països del mediterrani (The Olive and The Cedar).
El novembre de 2010, Loreena publica "The wind that shakes the barley". En aquest disc McKennitt reprèn els seus principis més celtes, 'des de la perspectiva del temps i l'experiència', segons la mateixa cantant. Nou noves cançons, incloses 2 instrumentals, componen el disc. Loreena planeja compaginar la sortida del disc amb una nova gira.

## Discografia
Ha editat 16 àlbums (quatre en directe: Live in San Francisco, Live in Paris and Toronto, Nights from the Alhambra i From Istanbul to Athens -un dels dos discs que componen A Mediterranean Odissey; tretze milions d'exemplars n'han estat venuts per tot el món).

### Discs d'estudi
- 1985: Elemental
- 1987: To Drive the Cold Winter Away
- 1989: Parallel Dreams
- 1991: The Visit
- 1994: The Mask and Mirror
- 1997: The Book of Secrets
- 2006: An Ancient Muse
- 2008: A Midwinter Night's Dream
- 2010: The Wind That Shakes the Barley

### Discs en directe
- 1994: Live In San Francisco
- 1999: Live in Paris and Toronto
- 2007: Nights from the Alhambra
- 2009: A Mediterranean Odissey

### Recopilacions
- 1997: The Best of Loreena McKennitt
- 2009: A Mummers' Dance Through Ireland
- 2009: A Mediterranean Odyssey

### Eps
- 1995: A Winter Garden : Five Songs for the Season
- 1995: Live in San Francisco at the Palace of Fine Arts
- 1997: Words and Music
- 2008: The Journey Begins
- 2008: Share the Journey
- 2008: A Moveable Musical Feast

### Singles
- All Souls Night
- The Lady of Shalott
- The Old Ways
- Courtyard Lullaby
- Greensleeves
- The Mystic's Dreams
- The Bonny Swans
- The Dark Night of the Soul
- Santiago
- God Rest Ye Merry, Gentlemen
- The Mummer's Dance
- Marco Polo
- Caravanserai
- Penelope's Song
- The Seven Rejoices of Mary
- Noel Nouvelet!

### Videografia
- No Journey's End (DVD & VHS)
- Nights from the Alhambra DVD
- A Moveable Musical Feast. A Tour Documentary DVD (2008)

### Videoclips
- The Bonny Swans
- The Mummers' Dance

## Bandes sonores
- 1985: Bayo
- 1986: Heaven on Earth
- 1987: To a safer place (documental)
- 1989: Goddess Remember (documental)
- 1992: Léolo (cançó "The Lady of Shalott")
- 1995: Highlander III (cançó Bonny Portmore)
- 1995: Jade (cançó The Mystic's Dream)
- 2001: The Mists Of Avalon (Cançó The Mystic's Dream)
- 2001: Una casa con vistas al mar (Cançó Dante's Prayer cantada en castellà)
- 2009: Tinker Bell And The Lost Treasure

## Guardons
Premis
- 1992: Premi Juno al millor àlbum de música tradicional per The visit
- 1994: Premi Juno al millor àlbum de música tradicional per The mask and the mirror
- 1997: Premi Billboard International Achievement Award

Nominacions
- 2013: Grammy al millor àlbum de new-age

Honors
- 2002: Doctor honoris causa en lletres de la Universitat Wilfrid Laurier
- 2003: Orde de Manitoba
- 2004: Orde del Canadà

## Participacions filantròpiques
Loreena McKennitt és molt activa en les següents associacions:
- Creació de la Fundació per a la Memòria de Cook-Rees (salvament i seguretat nàutica)
- Participació financera en els Fons de Socors de la Societat de la Mitja lluna Roja Turca i de la Creu Roja Grega
- Creació el 2002 del Centre Falstaff Family a Statford